# Magyarország az 1983-as atlétikai világbajnokságon
Magyarország a finnországi Helsinkiben megrendezett 1983-as atlétikai világbajnokság egyik részt vevő nemzete volt. Az ország a világbajnokságon 24 sportolóval képviseltette magát. Érmet nem sikerült nyerni.

## Eredmények

### Férfi
| Versenyző                                                   | Versenyszám     | Selejtező | Selejtező | Selejtező | Előfutam | Előfutam | Előfutam | Elődöntő      | Elődöntő      | Elődöntő      | Döntő   | Döntő    |
| Versenyző                                                   | Versenyszám     | Idő       | Hely.     | Össz.     | Idő      | Hely.    | Össz.    | Idő           | Hely.         | Össz.         | Idő     | Helyezés |
| ----------------------------------------------------------- | --------------- | --------- | --------- | --------- | -------- | -------- | -------- | ------------- | ------------- | ------------- | ------- | -------- |
| Tatár István                                                | 100 m           | 10,45     | 4.        | 21.       | 10,65    | 8.       | 28.      | kiesett       | kiesett       | kiesett       | kiesett | kiesett  |
| Kiss Ferenc                                                 | 100 m           | 10,45     | 2.        | 21.       | 10,53    | 3.       | 22.      | kiesett       | kiesett       | kiesett       | kiesett | kiesett  |
| Nagy István                                                 | 200 m           | 21,50     | 5.        | 29.       | 21,52    | 8.       | 28.      | kiesett       | kiesett       | kiesett       | kiesett | kiesett  |
| Vasvári Sándor                                              | 400 m           | 46,69     | 4.        | 19.       | 47,34    | 7.       | 26.      | kiesett       | kiesett       | kiesett       | kiesett | kiesett  |
| Bakos György                                                | 110 m gát       |           |           |           | 13,61    | 2.       | 4.       | 13,66         | 4.            | 6.            | 13,68   | 6.       |
| Bodó Béla                                                   | 110 m gát       |           |           |           | 13,91    | 2.       | 15.      | nem indult    | nem indult    | nem indult    | kiesett | kiesett  |
| Takács István                                               | 400 m gát       |           |           |           | 50,97    | 5.       | 20.      | kiesett       | kiesett       | kiesett       | kiesett | kiesett  |
| Markó Gábor                                                 | 3000 m akadály  |           |           |           | 8:27,72  | 6.       | 15.      | 8:32,42       | 10.           | 17.           | kiesett | kiesett  |
| Kiss Ferenc Nagy István Babály László Tatár István          | 4 × 100 m       |           |           |           | 39,58    | 3.       | 11.      | nem ért célba | nem ért célba | nem ért célba | kiesett | kiesett  |
| Menczer Gusztáv Újhelyi Sándor Takács István Vasvári Sándor | 4 × 400 m       |           |           |           | 3:09,95  | 1.       | 16.      | 3:11,08       | 8.            | 16.           | kiesett | kiesett  |
| Sátor László                                                | 50 km gyaloglás |           |           |           |          |          |          |               |               |               | 3:59:27 | 12.      |
| Domján Miklós                                               | 50 km gyaloglás |           |           |           |          |          |          |               |               |               | 4:08:11 | 20.      |

| Versenyző     | Versenyszám | Selejtező | Selejtező | Döntő    | Döntő    |
| Versenyző     | Versenyszám | Eredmény  | Helyezés  | Eredmény | Helyezés |
| ------------- | ----------- | --------- | --------- | -------- | -------- |
| Szalma László | Távolugrás  | 797 cm    | 7.        | 812 cm   | 4.       |
| Pálóczi Gyula | Távolugrás  | 770 cm    | 18.       | kiesett  | kiesett  |
| Bakosi Béla   | Hármasugrás | 16,41 m   | 12.       | 16,83 m  | 7.       |

### Női
| Versenyző      | Versenyszám | Selejtező | Selejtező | Selejtező | Előfutam | Előfutam | Előfutam | Elődöntő | Elődöntő | Elődöntő | Döntő   | Döntő    |
| Versenyző      | Versenyszám | Idő       | Hely.     | Össz.     | Idő      | Hely.    | Össz.    | Idő      | Hely.    | Össz.    | Idő     | Helyezés |
| -------------- | ----------- | --------- | --------- | --------- | -------- | -------- | -------- | -------- | -------- | -------- | ------- | -------- |
| Forgács Judit  | 400 m       | 55,15     | 5.        | 22.       | 52,18    | 2.       | 10.      | 52,74    | 7.       | 15.      | kiesett | kiesett  |
| Szabó Karolina | Maraton     |           |           |           |          |          |          |          |          |          | 2:40:23 | 18.      |
| Zsilák Ilona   | Maraton     |           |           |           |          |          |          |          |          |          | 2:46:48 | 30.      |
| Siska Xénia    | 100 m gát   | 13,60     | 3.        | 19.       | 13,16    | 4.       | 13.      | 13,68    | 8.       | 16.      | kiesett | kiesett  |

| Versenyző     | Versenyszám | Selejtező | Selejtező | Döntő    | Döntő    |
| Versenyző     | Versenyszám | Eredmény  | Helyezés  | Eredmény | Helyezés |
| ------------- | ----------- | --------- | --------- | -------- | -------- |
| Juha Olga     | Magasugrás  | 187 cm    |           | 188 cm   | 8.       |
| Sterk Katalin | Magasugrás  | 187 cm    |           | 184 cm   | 12.      |
| Béla Emese    | Magasugrás  | 180 cm    |           | kiesett  | kiesett  |
| Vanyek Zsuzsa | Távolugrás  | 6,60 m    | 6.        | 6,81 m   | 6.       |